# إستفان كسوكنياي
إستفان كسوكنياي (بالمجرية: Csoknyai István) مواليد 24 أكتوبر 1964 في المجر، هو لاعب كرة يد مجري معتزل تحول إلى التدريب بعد الاعتزال. مثل منتخب المجر لكرة اليد في 170 مباراة. شارك في دورة الألعاب الأولمبية الصيفية سنة 1992.

## سجل المنافسة
شارك في البطولات التالية:
- بطولة العالم لكرة اليد للرجال 1993
- بطولة العالم لكرة اليد للرجال 1997
- بطولة العالم لكرة اليد للرجال 1999
- بطولة أوروبا لكرة اليد للرجال 1994
- بطولة أوروبا لكرة اليد للرجال 1996
- بطولة أوروبا لكرة اليد للرجال 1998
- بطولة أوروبا لكرة اليد للرجال 2010
- الألعاب الأولمبية الصيفية 1992

## الإنجازات
- البطولة الوطنية المجرية:
  - الفوز: 1992، 1993، 1994، 1995، 1997، 1998، 1999، 2001، 2002، 2003، 2004، 2005
- دوري أبطال أوروبا لكرة اليد:
  - النهائي: 2002
- كأس أبطال الكؤوس الأوروبية لكرة اليد:
  - الفوز: 1992
  - النهائي: 1993، 1997

## روابط خارجية
- إستفان كسوكنياي على موقع الاتحاد الأوروبي لكرة اليد (الإنجليزية)
- إستفان كسوكنياي على موقع أوليمبيديا (الإنجليزية)